# Eddie Pullen
Eddie Pullen (ur. 16 sierpnia 1883 w Trenton, zm. 6 października 1940 w Los Angeles) – amerykański kierowca wyścigowy i pracownik Mercer.

## Kariera
W swojej karierze Pullen startował głównie w Stanach Zjednoczonych w mistrzostwach AAA Championship Car. W pierwszym sezonie startów, w 1912 roku dwukrotnie stawał na podium, w tym raz na jego najwyższym stopniu. Z dorobkiem 495 punktów został sklasyfikowany na jedenastym miejscu w końcowej klasyfikacji kierowców. Dwa lata później był najlepszy w Grand Prix Stanów Zjednoczonych i w Corona. Uzbierał łącznie 1720 punktów, które pozwoliły mu zdobyć tytuł wicemistrza serii. Jednak nie zdołał zakwalifikować się do wyścigu Indianapolis 500. W 1915 roku wygrał wyścig w Ascot i trzykrotnie stawał na podium. Dorobek 260 punktów dał mu dziewiętnastą pozycję w klasyfikacji generalnej. Ostatnie zwycięstwo w mistrzostwach Pullen odniósł w 1921 roku, kiedy uzbierał 140 punktów. Został sklasyfikowany na jedenastym miejscu.